# Indiana Jones và vương quốc sọ người
Indiana Jones và vương quốc sọ người (tựa gốc tiếng Anh: Indiana Jones and the Kingdom of the Crystal Skull) là một phim điện ảnh hành động-phiêu lưu của Mỹ năm 2008 do Steven Spielberg đạo diễn và là phần thứ tư trong loạt phim Indiana Jones. Phát hành mười chín năm sau phần phim trước, phim lấy bối cảnh vào năm 1957, khi Indiana Jones (Harrison Ford) đối đầu với các đặc vụ Liên Xô — do Irina Spalko (Cate Blanchett) chỉ huy - nhằm tìm kiếm một hộp sọ pha lê có khả năng thần giao cách cảm. Những người hỗ trọ Jones là người yêu cũ, Marion Ravenwood (Karen Allen) và con trai ông là Mutt Williams (Shia LaBeouf). Các diễn viên Ray Winstone, John Hurt và Jim Broadbent đảm nhiệm các vai phụ.
Phần tiếp nối có tên là Indiana Jones and the Dial of Destiny sẽ ra mắt vào ngày 30 tháng 6 năm 2023.